# Daisuke Aono
Daisuke Aono (født 19. september 1979) er en tidligere japansk fodboldspiller.
Han har spillet for flere forskellige klubber i sin karriere, herunder Albirex Niigata og Ehime FC.